# PL-5
Le PL-5 est un missile air-air chinois à courte portée.

## Principaux utilisateurs
- Bangladesh
- Birmanie
- Égypte
- Iran
- Irak
- Pakistan[1]
- Sri Lanka
- Soudan
- Tanzanie
- Venezuela[1]
- Zimbabwe